# ازی-ژویی
اِزی-ژُویی (به فرانسوی: Aizy-Jouy) یک کمون در فرانسه است که در پیکاردی واقع شده‌است.

## خصوصیات
اِزی-ژُویی ۱۴٫۶۳ کیلومترمربع مساحت و ۲۸۷ نفر جمعیت دارد و ۸۴ متر بالاتر از سطح دریا واقع شده‌است.